# Consiliul Aulic de Război
Consiliul Aulic de Război sau Hofkriegsrat a fost din 1556 până la 1848 principala instituție administrativă militară din Sfântul Imperiu Roman respectiv din Imperiul Austriac.

## Președinți
- 1796-1801: Ferdinand Tige, anterior comandant militar al Transilvaniei, cu sediul la Sibiu
- 1801-1809: Arhiducele Carol de Austria